# Sam Kerr
Samantha Kerr (født 10. september 1993) er en kvindelig australsk fodboldspiller, der spiller som angriber for Chelsea i den engelske FA Women's Super League og for Australien.
Kerr startede sin karriere hos Perth Glory i 2008 og spillede der indtil 2012, hvor hun blev overført til Sydney FC. Efter det fik hun et tilbud fra USA, hvor hun spillede i 2013 med Western New York Flash, før hun skiftede til Sky Blue FC i NWSL. I 2013 hjalp hun Flash, med at vinde det første NWSL Shield. Kerr vandt sin første landskamp i 2009 og har siden repræsenteret Australien ved AFC Women's Asian Cups i 2010, 2014 og 2018. Hun er anfører for Australiens landshold. Hun har deltaget ved VM i fodbold for kvinder i 2011, 2015 og 2019 og ved Sommer-OL 2012 og 2016.